# Estación de Barreiro
La Estación Ferroviaria de Barreiro, igualmente conocida como Estación de Barreiro, es una infraestructura de la Línea de Alentejo, que sirve de plataforma entre los servicios ferroviarios de la Margen Sur del Tajo con los transportes fluviales de Soflusa a Lisboa, en Portugal.

## Descripción

### Servicios
Esta estación es utilizada por servicios urbanos de la Línea de Sado, asegurados por la operadora Comboios de Portugal.

### Vías y plataformas
En enero de 2011, presentaba tres vías de circulación, con 208, 170 y 145 metros de longitud; las plataformas tenían todas 102 metros de extensión, y 90 centímetros de altura.

### Localización y accesos
Esta plataforma se encuentra en la ciudad de Barreiro, teniendo acceso por la Avenida de Sapadores.

## Historia
El tramo entre Barreiro y Bombel del Ferrocarril del Sur (posteriormente denominado Línea del Sur y después integrado en la Línea de Alentejo) fue abierto el 15 de junio de 1857; la segunda estación, construida junto al embarcadero para los transportes fluviales, estuvo al servicio entre el 4 de octubre de 1884 y el 14 de diciembre de 2008, cuando fue inaugurada la estación nueva, en el ámbito del proyecto de modernización de la Línea de Sado.